# Giacinto Gigante
Giacinto Gigante (Napoli, 11 luglio 1806 – Napoli, 29 novembre 1876) è stato un pittore e incisore italiano, conosciuto in particolare per i paesaggi e le vedute, massimo esponente della cosiddetta Scuola di Posillipo.

## Biografia

### Esordi
Giacinto Gigante nacque l'11 luglio 1806, primogenito di Gaetano e di Anna Maria Fatati, in una casa della rampa di Sant'Antonio, a Posillipo, Napoli. Fu dal padre Gaetano, anch'egli pittore, che Giacinto ricevette intorno al 1818 la prima educazione artistica, eseguendo già da quell'anno paesaggi e numerosi ritratti, fra i quali un Vecchio pescatore seduto dove, oltre alla firma, troviamo scritto: «questo marinaio fu la prima figura che io feci dal vivo nel 1818».
Nel 1820, insieme al pittore Achille Vianelli, Gigante iniziò a frequentare privatamente l'atelier di Jakob Wilhelm Huber (1787-1871), paesaggista tedesco di stampo accademico che insegnò al giovane allievo l'utilizzo della «camera ottica», o «camera lucida»: con questo strumento, Gigante poteva ricalcare su foglio da disegno il perimetro del paesaggio che intendeva ritrarre, preventivamente tracciato su un lucido. Contestualmente all'alunnato presso Huber, Gigante fu attivo come disegnatore di mappe nel Reale Officio Topografico. Grazie a questo mestiere, egli poté apprendere i procedimenti dell'acquaforte e della litografia: quest'ultima tecnica, introdotta nelle attività dell'Officio dal 1818, a partire dal 1829 fu particolarmente utilizzata dall'artista che se ne servì per effettuare numerose copie delle sue vedute.
Il lavoro che più tenne impegnato Gigante in questi anni fu l'esecuzione della Carta topografica e idrografica di Napoli e dintorni, grandissima opera, dove l'esigenza di documentare i territori geografici di Napoli e il loro apparato idrologico fu conciliata con la lezione tecnica ricevuta dall'Huber. Quest'esperienza effettivamente servì molto al Gigante che, dalla seconda metà degli anni dieci applicò questa tecnica nella realizzazione di scorci urbani e monumentali del golfo di Napoli, opportunamente venduti a quei facoltosi turisti stranieri che, di passaggio a Napoli durante il loro Grand Tour, volevano conservare almeno un'immagine di quei luoghi leggendari.

### Nel segno di van Pitloo
Partito il maestro Huber da Napoli, nel 1821 Gigante completò il suo cursus studiorum, sotto la guida di Anton Sminck van Pitloo, pittore olandese titolare di un fiorente atelier presso il quartiere di Chiaia. Fruendo probabilmente anche del corso di paesaggio dello stesso Pitloo, insegnante presso l'Accademia di belle arti di Napoli, Gigante diede un decisivo impulso alla propria arte, a tal punto da risultare vincitore nel 1824 del premio di seconda classe del paesaggio. Sempre nel 1824 eseguì il suo primo dipinto a olio, il Lago Lucrino, caratterizzato da «un tocco grasso e denso, ora slargato, ora minuto e fitto». Se infatti Huber servì più che altro a trasmettergli i rudimenti della pittura, Pitloo fu il vero e proprio maestro «spirituale» di Gigante, che in questo modo poté aggiornarsi sulle novità introdotte dalla cosmopolita scena artistica partenopea, animata in quell'epoca da numerosi pittori stranieri, come William Turner e Johan Christian Dahl. Caratteristiche affini ai dipinti di Gigante di quegli anni avrebbero avuto le opere degli altri allievi di Pitloo, aggregati nella cosiddetta «scuola di Posillipo», che ebbe proprio in Gigante uno dei rappresentanti più riconosciuti.
Nel frattempo Gigante non trascurò affatto i piaceri amorosi, tanto che ben presto si invaghì di Eloisa Vianelli, sorella dell'amico Achille. Le nozze con Eloisa, celebrate il 1º febbraio 1831, si sarebbero rivelate molto felici e furono coronate dalla nascita di otto figlie, che si sarebbero imparentate con le famiglie di altrettanti posillipisti: Silvia e Marianna si unirono a Ferdinando e Giovanni Zezon, rispettivamente nipote e figlio del pittore Zezon; Sofia e Laura sposarono i fratelli Mariano e Francesco Fergola, figli di Salvatore; Natalia si maritò con il pittore Pasquale De Luca, mentre Elena convolò a nozze con Augusto Witting, nipote di Teodoro.

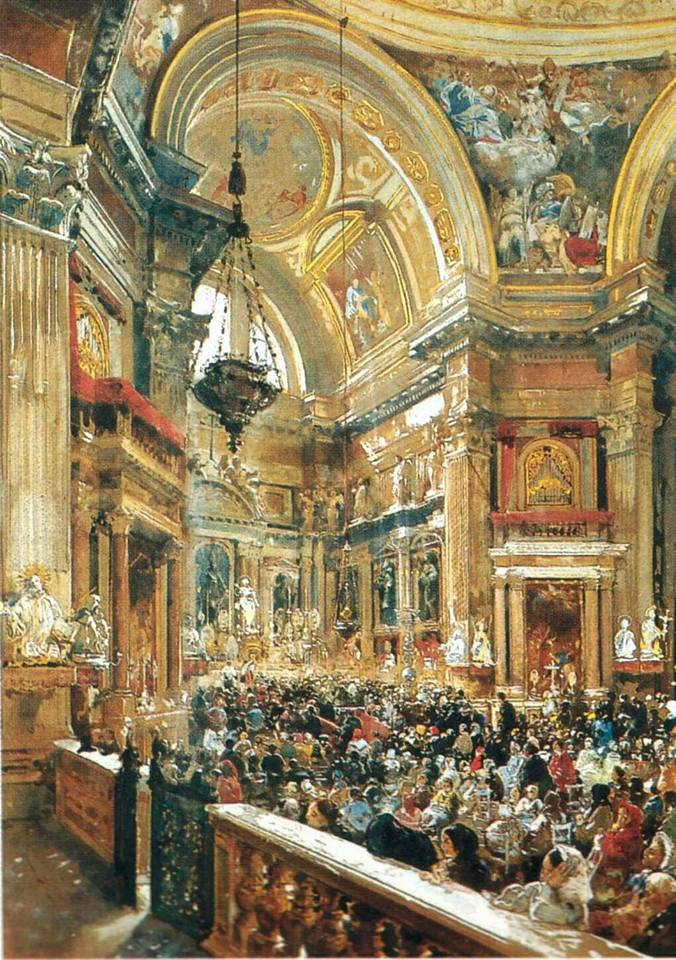
Giacinto Gigante, Cappella di San Gennaro al duomo durante il miracolo del sangue

Tra il 1829 e il 1832 Gigante si diede prevalentemente alla grafica. Ormai i disegni non erano più solo studi preparatori, ma autentici punti d'arrivo per l'artista, che partecipò alla redazione del Viaggio pittorico nel Regno delle Due Sicilie, contribuendovi con litografie originali con Lago Lucrino e Gli avanzi del tempio di Venere a Baia, vedute raffiguranti Pompei, Posillipo, Santa Chiara e interventi vari. In questi anni Gigante strinse anche amicizia con il russo Sil'vestr Feodosievič Ščedrin, grazie al quale entrò nell'orbita dell'ambiente dell'ambasciata russa a Napoli e della facoltosa aristocrazia partenopea, la quale apprezzò molto i suoi dipinti, come testimonia la vasta mole di opere da loro commissionate. Fu anche amico di Floriano Pietrocola e consulente per gli sfondi delle sue figure in costume tradizionale.

### Ultimi anni
Nel 1837, morto van Pitloo a causa di un'epidemia di colera, Giacinto Gigante consacrò la propria affermazione sociale, quale maggiore esponente della scuola di Posillipo. Nello stesso anno andò persino ad abitare nella casa del maestro, al n. 11 del vico Vasto a Chiaia, anche se già nel 1844, grazie ai ricavati delle varie committenze russe, poté acquistare una dimora personale alle falde del Vomero, e andarvi ad abitare con la numerosa famiglia.
Dopo alcuni viaggi in Sicilia (nel 1846, al seguito della zarina Alessandra) e a Sorrento (1848) Gigante entrò in contatto con gli ambienti borbonici, ricevendo dalla corte di Ferdinando II di Napoli la commissione di alcuni disegni con vedute di Gaeta. Nel 1851, oltre a ricevere la nomina di professore onorario dell'Accademia di belle arti di Napoli, fu incaricato anche di insegnare l'arte pittorica alle principessine, al seguito delle quali, tra il 1852 e il 1855, visitò Caserta, l'Isola d'Ischia e Gaeta. Nel suo atelier si formò il pittore napoletano Giovanni Giordano Lanza.
Una preziosa testimonianza artistica di questi soggiorni, per i quali Gigante fu pure insignito del titolo di cavaliere dell'Ordine di Francesco I, sono la Villa reale a Ischia, il Parco reale di Quisisana, il Casino di caccia nel parco di Caserta, e La Marinella e Napoli dalla via Posillipo. Degli anni 1860 è invece l'acquerello Cappella di San Gennaro al duomo durante il miracolo del sangue, realizzato su commissione del nuovo monarca e inviato nel 1867 all'Esposizione universale di Parigi, dove suscitò i plausi di Pasquale Villari, che con entusiastica deferenza arrivò ad affermare che «Gigante è un acquerellista di cui non si troverebbe in Italia un altro di egual merito».
Giacinto Gigante morì a Napoli il 29 novembre 1876.

## Stile
Giacinto Gigante è considerato, al pari del maestro Anton Sminck van Pitloo, uno degli esponenti più sensibili e significativi della scuola di Posillipo. Dopo gli esordi come disegnatore cartografico Gigante si avvicinò infatti alla pittura dell'olandese van Pitloo: fu proprio seguendo la strada tracciata dal maestro che egli contribuì a rinnovare la tradizione della pittura di paesaggio, che sino ad allora risentiva dei moduli compositivi d'ascendenza documentaristica introdotti da Jakob Philipp Hackert. Gigante, al contrario, non fu deferente a una ripresa rigorosamente realistica del dato naturalistico, bensì si mostrò più attento alla componente emozionale dell'immagine, caricata di vive suggestioni personali dovute all'osservazione en plein air. Pur nel sostanziale rigore di rappresentazione, Gigante coglie il paesaggio per mezzo di estatici abbandoni e di vivide ricerche atmosferiche, lasciando così trasparire un intenso sentimento di intimismo lirico che è in pieno accordo con la categoria estetica del pittoresco.

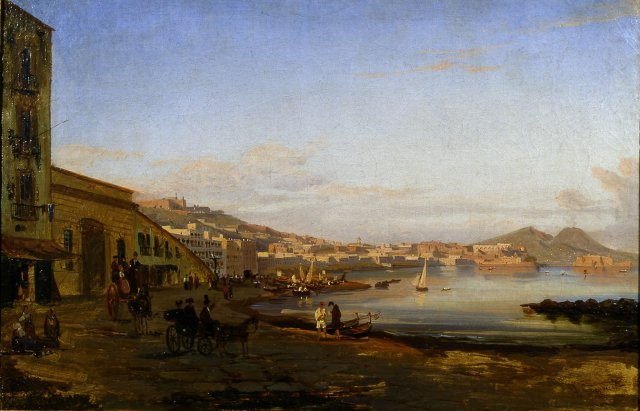
Giacinto Gigante, Marina di Posillipo

I campi visivi adottati da Gigante, in particolare, non sono mai ampi bensì abbracciano sempre prospettive ristrette a piccoli spazi, descritte con taglio quasi fotografico. I suoi quadri, inoltre, sono animati da una grande intimità, dovuta alla scelta di raffigurare paesaggi con persone che compiono azioni quotidiane, quasi banali: è in questo modo che l'acuta indagine pittorica di Gigante, riuscendo a porre eguale attenzione all'affettuosa quotidianità del soggetto e al fresco naturalismo della rappresentazione, tradisce una visione della realtà calma, contemplativa, persino malinconica. Tra i suoi soggetti preferiti, in particolare, si menzionano l'assolata campagna flegrea, la lussureggiante costiera sorrentina e le isole di Capri, Ischia e Procida, con i loro incanti cromatici.
Gigante recepì stimoli cruciali specialmente dalla pittura dell'inglese William Turner, dal quale prese spunto per le modalità d'utilizzo dell'acquarello e per le sue innumerevoli potenzialità creative, esaltate specialmente in tele come Porto Salvo e nella verdeggiante natura del Paesaggio sorrentino (1850). Impulsi analoghi furono desunti dalla suadente duttilità della luce mediterranea, sapientemente plasmata nella Tempesta sul golfo di Amalfi, dove un raggio di sole riesce a squarciare le nubi e a illuminare uno spicchio di mare della costiera amalfitana, restituendo un'impressione di piacevole dolcezza, nonostante il mare in burrasca:
(Luigi Gallo, Nunzio Giustozzi parlando della Tempesta sul golfo di Amalfi)
 Particolarmente innovativo è anche il Tramonto a Caserta, dove la spregiudicatezza della tecnica pittorica con cui Gigante impiega il colore prelude ai successivi indirizzi dell'arte impressionista, orientata verso rappresentazioni di puro colore.